# Стив Хауи (глумац)
Стив Мајкл Роберт Хауи (енгл. Steve Michael Robert Howey; Сан Антонио, Тексас, САД, 12. јул 1977) је амерички глумац, најпознатији по улози Вана Монтгомерија (енгл. Van Montgomery) у ТВ серији „Риба“.